# 威爾姆·歐森菲德
威廉·阿达尔贝特·霍森菲爾德（德語：Wilhelm Adalbert „Wilm“ Hosenfeld，1895年5月2日—1952年8月13日），生於普魯士王國羅恩多夫的欣費爾德，德國國防軍上尉軍官，納粹黨員。二戰期間，霍森菲爾德私下幫助了至少60名的波蘭猶太人，其中最知名的是在華沙起義期間拯救了瀕臨死亡的波蘭猶太裔鋼琴家及作曲家瓦迪斯瓦夫·斯皮爾曼。

## 生平

### 早年
欧森菲德生于富尔达附近的欣费尔德，他的父亲是一位罗马天主教学校教师，家庭生活充满宗教色彩，并在他的教育中强调基督教慈善工作。在成長过程中，欧森菲德受到公教进行会和教会鼓励的社会工作影响，同時亦感受到普鲁士服从、德国爱国主义，以及婚后妻子安妮玛丽日益强烈的和平主义。此外他同时也受到候鳥運動（一个德国青年政治团体）及其追随者的影响。自1914年开始，欧森菲德积极参与第一次世界大战，并在1917年严重受伤后获得了二级铁十字勳章。

### 二战期间

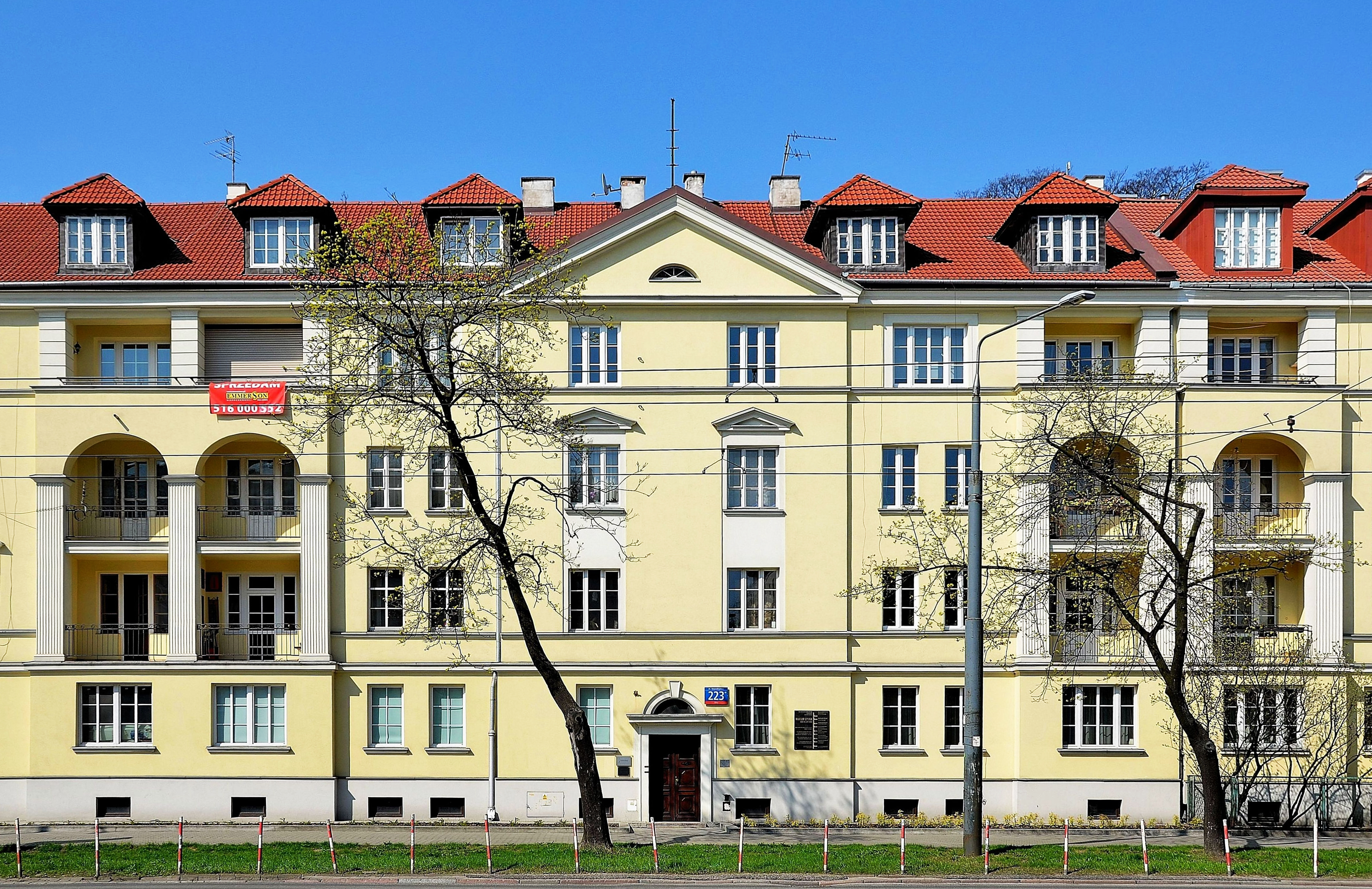
位于华沙独立大道223号的建筑物，欧森菲德在那里帮助瓦迪斯瓦夫·斯皮爾曼。

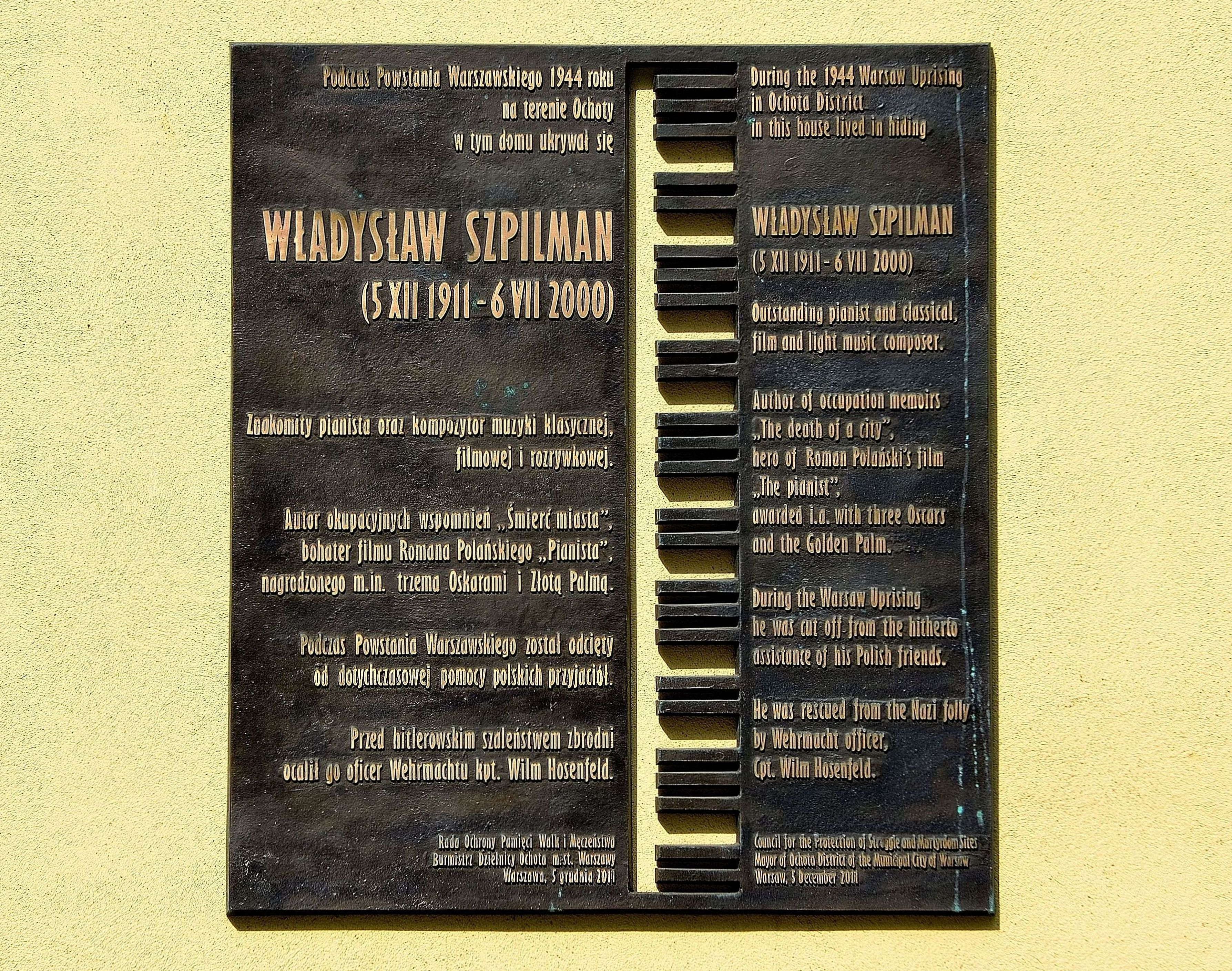
建筑物上的纪念牌

欧森菲德于1939年8月被征入德意志国防军，1939年9月中旬调往波兰，直到1945年7月17日被苏军俘获。欧森菲德首先驻于帕比亚尼采，参与战俘营建设和管理。接下来，他于1939年12月驻于文格鲁夫，直到他的营在1940年5月底转移到30公里外的雅杜夫（Jadów）。 1940年7月，欧森菲德被调到了华沙，并在那里度过了战争剩余的时间。欧森菲德大部分时间都隶属于华沙警卫团（Wach-Regiment Warschau）660警卫营 ，担任参谋和营中的体育官员，负责管理华沙驻军的体育设施，並组织各种运动项目的训练和比赛。 
自1935年以来，欧森菲德一直是纳粹党员。但当他看到波兰人，尤其是犹太人受到的待遇，他渐渐对该党及其政策越来越失望。他和几位德国陆军军官皆对被占领的波兰人民表示同情，并对自己同胞所做的事情感到羞愧。只要有机会，他们便会向波兰人施以可能的援助。
欧森菲德与许多波兰人结为朋友，努力学习他们的语言。他无视禁令参加弥撒，接受圣餐，并在波兰教堂忏悔。欧森菲德为波兰人采取的行动早在1939年秋天就开始了。当时他违反规定，允许波兰战俘与他们的家人见面，甚至成功提前释放战俘。  在华沙期间，欧森菲德利用职务之便，为那些面临迫害、被盖世太保追捕的人，无论背景均提供庇护，包括受到政治迫害的反纳粹德国人。有时他会为他们办理所需证件，并让他们在由他监管的体育场工作。  最后，欧森菲德与由他领导的国防军连在华沙西部约30公里处的波兰小镇布沃涅向苏联投降。

### 监禁并去世
被俘后，苏军秘密警察对欧森菲德进行迫害，怀疑他属于德军情报组织阿勃维尔或党卫队的成员。 1947年7月，欧森菲德在战俘营中风，两年后拖着病体接受审判；1950年，欧森菲德因为他与部队的关系而被指控犯有战争罪，被判处25年苦役。1946年，欧森菲德曾致信妻子，详细列举他所拯救的犹太人，恳求她联繫他们安排他获释。
1950年，瓦迪斯瓦夫·斯皮尔曼得知1944-45年曾协助他的德国军官姓名。经过一番深思熟虑，斯皮尔曼向他私下认为是「混蛋」的波兰秘密警察头目雅库布·伯曼寻求帮助，尝试向波兰共产党当局提出营救。数天后，伯曼亲自拜访斯皮尔曼，表示无法帮忙。他还说：「如果你的德国佬还在波兰，我们或许能把他弄出来，但是我们的苏联同志不愿释放他，说你的军官所属支队涉嫌参与间谍活动。我们作为波兰人对此做不了任何事，因此我无能为力。」 斯皮尔曼从未相信过伯曼对自己无能为力的声称。在接受沃尔夫·比尔曼的采访时，斯皮尔曼描述伯曼「在斯大林的包庇下无所不能」，并感叹道：「我竟求助于这最坏的流氓，却一事无成。」
1952年8月13日晚上10時左右，欧森菲德在苏联战俘营中死于可能因酷刑而导致的胸主动脉破裂。

## 影响与纪念
据欧森菲德的信件及日记记载，在二战期间，经他救助的人数达50人。
电影《钢琴家》（Pianist，2002年）改编自瓦迪斯瓦夫·斯皮尔曼的同名回忆录，片中描绘了欧森菲德救援斯皮尔曼的情节。欧森菲德一角由托马斯·克莱舒曼主演。
2007年10月，时任波兰总统莱赫·卡钦斯基追授欧森菲德波兰复兴勋章，以表彰他的事蹟。
斯皮尔曼的儿子安德烈·斯皮尔曼长期呼吁以色列犹太大屠杀纪念馆给予欧森菲德国际义人（冒着生命危险救助犹太人的非犹太籍人士）的荣誉。2008年11月25日，纪念馆追认欧森菲德为国际义人。2009年6月19日，以色列外交官在柏林向欧森菲德的儿子戴特勒夫（Detlev）颁发了这一荣誉。
2011年12月4日，一座以波兰语及英语书写的纪念牌在华沙独立大道223号揭幕，此处正是欧森菲德发现斯皮尔曼的地方。欧森菲德的女儿约琳德（Jorinde）也在场参与仪式。

## 日記
日記是歐森菲德死後唯一的遺物，死後日記被送到了德國，霍森菲爾德一家人才知道他做了多少的善事。日記最後一日為1944年8月21日。